# Gare de Rully
La gare de Rully est une gare ferroviaire française de la ligne de Paris-Lyon à Marseille-Saint-Charles, située sur le territoire de la commune de Rully, dans le département de Saône-et-Loire, en région Bourgogne-Franche-Comté.
C'est une halte ferroviaire de la Société nationale des chemins de fer français (SNCF) desservie par des trains du réseau TER Bourgogne-Franche-Comté.

## Situation ferroviaire
Établie à 214 m d'altitude, la gare de Rully est située au point kilométrique (PK) 369,331 de la ligne de Paris-Lyon à Marseille-Saint-Charles, entre les gares de Chagny et de Fontaines - Mercurey.

## Histoire
La gare est ouverte le 1er février 1896 à la suite de nombreuses démarches du maire M. Ninot. Chaque jour, quatre trains s’y arrêtent dans chaque sens. La fréquentation conduit à délivrer 17 000 billets durant la première année, pour une commune de 1 681 habitants. Le développement du trafic amène la municipalité à demander son agrandissement. Elle est surélevée d’un étage en 1911. La gare est rasée à l’automne 2003. Il ne reste aujourd'hui qu'une halte ferroviaire toujours en activité.

## Fréquentation
De 2015 à 2020, selon les estimations de la SNCF, la fréquentation annuelle de la gare s'élève aux nombres indiqués dans le tableau ci-dessous.
| Année     | 2015   | 2016   | 2017   | 2018   | 2019   | 2020   |
| --------- | ------ | ------ | ------ | ------ | ------ | ------ |
| Voyageurs | 24 306 | 23 150 | 23 776 | 24 595 | 28 812 | 29 406 |

## Service des voyageurs

### Accueil
La halte est un point d'arrêt non géré (PANG) à entrée libre. Elle dispose d'un automate pour l'achat de titres de transport.

### Desserte
La desserte est réalisée par des trains du réseau TER Bourgogne-Franche-Comté qui effectuent des missions entre Dijon-Ville et Chalon-sur-Saône ou Mâcon-Ville.

### Intermodalité
Le parking des véhicules est possible à proximité immédiate de la halte.